# Michael Condon
Michael Condon, dit Mike Condon, (né le 27 avril 1990 à Needham dans l'État de Massachusetts aux États-Unis) est un joueur professionnel américain de hockey sur glace. Il évolue au poste de gardien de but,.

## Biographie
Condon joue de 2009 à 2013 avec les Tigers de l'Université de Princeton et commence sa carrière professionnelle lors de la saison 2012-2013 en jouant pour le Reign d'Ontario qui évolue dans l'ECHL. La même année, il joue également pour les Aeros de Houston de la Ligue américaine de hockey. Le 8 mai 2013, il s'entend sur un contrat de deux ans avec les Canadiens de Montréal. Durant la saison 2013-2014, il joue majoritairement pour les Nailers de Wheeling, filiale des Canadiens dans l'ECHL, et trois matchs avec les Bulldogs de Hamilton de la LAH, une autre des filiales du Canadien. La saison suivante, il est le gardien numéro un des Bulldogs en jouant 48 matchs avec ces derniers. En février 2015, il prolonge son contrat avec les Canadiens pour deux nouvelles saisons. Après avoir connu un bon camp d'entraînement avec les Canadiens, il gagne le poste de deuxième gardien de but de l'équipe en vue de la saison 2015-2016 et devient l'adjoint de Carey Price. Il joue son premier match le 11 octobre 2015 contre les Sénateurs d'Ottawa et réalise 20 arrêts sur 21 tirs pour permettre à son équipe de remporter le match 3-1. Le 31 mars 2016, il obtient son premier blanchissage dans la LNH contre le Lightning de Tampa Bay lors d'une victoire de 3 à 0.
Le 11 octobre 2016, Mike Condon est réclamé au ballotage par les Penguins de Pittsburgh.

## Statistiques
| Saison     | Équipe                   | Ligue      |     | Saison régulière | Saison régulière | Saison régulière | Saison régulière | Saison régulière | Saison régulière | Saison régulière | Saison régulière | Saison régulière | Saison régulière |   | Séries éliminatoires | Séries éliminatoires | Séries éliminatoires | Séries éliminatoires | Séries éliminatoires | Séries éliminatoires | Séries éliminatoires | Séries éliminatoires | Séries éliminatoires |
| Saison     | Équipe                   | Ligue      | PJ  | V                | D                | Pr/N             | Min              | BC               | Moy              | % Arr            | Bl               | Pun              | PJ               | V | D                    | Min                  | BC                   | Moy                  | % Arr                | Bl                   | Pun                  |                      |                      |
| 2008-2009  | Belmont Hill High School | High-Ma    | 31  |                  |                  |                  |                  |                  | 2,12             |                  | 0                |                  | -                | - | -                    | -                    | -                    | -                    | -                    | -                    | -                    |                      |                      |
| 2009-2010  | Tigers de Princeton      | ECAC       | 4   | 0                | 1                | 0                | 123              | 5                | 2,44             | 90,2             | 0                | 0                | -                | - | -                    | -                    | -                    | -                    | -                    | -                    | -                    |                      |                      |
| 2010-2011  | Tigers de Princeton      | ECAC       | 11  | 6                | 4                | 1                | 660              | 31               | 2,82             | 90,2             | 1                | 0                | -                | - | -                    | -                    | -                    | -                    | -                    | -                    | -                    |                      |                      |
| 2011-2012  | Tigers de Princeton      | ECAC       | 14  | 4                | 6                | 3                | 832              | 40               | 2,88             | 91,9             | 0                | 0                | -                | - | -                    | -                    | -                    | -                    | -                    | -                    | -                    |                      |                      |
| 2012-2013  | Tigers de Princeton      | ECAC       | 24  | 8                | 11               | 4                | 1 354            | 56               | 2,48             | 92,3             | 2                | 0                | -                | - | -                    | -                    | -                    | -                    | -                    | -                    | -                    |                      |                      |
| 2012-2013  | Reign d'Ontario          | ECHL       | 4   | 3                | 1                | 0                | 243              | 6                | 1,48             | 94,3             | 1                | 0                | -                | - | -                    | -                    | -                    | -                    | -                    | -                    | -                    |                      |                      |
| 2012-2013  | Aeros de Houston         | LAH        | 5   | 3                | 0                | 0                | 226              | 9                | 2,39             | 91,9             | 0                | 0                | -                | - | -                    | -                    | -                    | -                    | -                    | -                    | -                    |                      |                      |
| 2013-2014  | Nailers de Wheeling      | ECHL       | 39  | 23               | 12               | 4                | 2 315            | 84               | 2,18             | 93,1             | 6                | 2                | 10               | 6 | 4                    | 625                  | 26                   | 2,5                  | 92,6                 | 2                    | 0                    |                      |                      |
| 2014-2015  | Bulldogs de Hamilton     | LAH        | 48  | 23               | 19               | 0                | 2 857            | 116              | 2,44             | 92,1             | 4                | 0                | -                | - | -                    | -                    | -                    | -                    | -                    | -                    | -                    |                      |                      |
| 2015-2016  | Canadiens de Montréal    | LNH        | 55  | 21               | 25               | 6                | 3 123            | 141              | 2,71             | 90,3             | 1                | 0                | -                | - | -                    | -                    | -                    | -                    | -                    | -                    | -                    |                      |                      |
| 2016-2017  | Penguins de Pittsburgh   | LNH        | 1   | 0                | 0                | 0                | 20               | 0                | 0,00             | 100              | 0                | 0                | -                | - | -                    | -                    | -                    | -                    | -                    | -                    | -                    |                      |                      |
| 2016-2017  | Sénateurs d'Ottawa       | LNH        | 40  | 19               | 14               | 6                | 2 305            | 96               | 2,50             | 91,4             | 5                | 4                | 2                | 0 | 0                    | 62                   | 4                    | 3,93                 | 87,5                 | 0                    | 0                    |                      |                      |
| 2017-2018  | Sénateurs d'Ottawa       | LNH        | 31  | 5                | 17               | 5                | 1 627            | 88               | 3,25             | 90,2             | 0                | 0                | -                | - | -                    | -                    | -                    | -                    | -                    | -                    | -                    |                      |                      |
| 2018-2019  | Senators de Belleville   | LAH        | 1   | 1                | 0                | 0                | 60               | 6                | 6,01             | 73,9             | 0                | 0                | -                | - | -                    | -                    | -                    | -                    | -                    | -                    | -                    |                      |                      |
| 2019-2020  | Crunch de Syracuse       | LAH        | 6   | 3                | 2                | 1                | 293              | 20               | 4,10             | 87,7             | 0                | 0                | -                | - | -                    | -                    | -                    | -                    | -                    | -                    | -                    |                      |                      |
| 2019-2020  | Solar Bears d'Orlando    | ECHL       | 4   | 0                | 3                | 0                | 211              | 15               | 4,27             | 86,7             | 0                | 0                | -                | - | -                    | -                    | -                    | -                    | -                    | -                    | -                    |                      |                      |
| 2019-2020  | Checkers de Charlotte    | LAH        | 1   | 0                | 1                | 0                | 59               | 4                | 4,09             | 78,9             | 0                | 0                | -                | - | -                    | -                    | -                    | -                    | -                    | -                    | -                    |                      |                      |
| Totaux LNH | Totaux LNH               | Totaux LNH | 127 | 45               | 56               | 17               | 7 074            | 325              | 2,76             | 90,7             | 6                | 4                | 2                | 0 | 0                    | 62                   | 4                    | 3,93                 | 87,5                 | 0                    | 0                    |                      |                      |